# Немачка на Летњим олимпијским играма 1904.
Немачка је учествовала на Летњим олимпијским играма одржаним 1904. године у Сент Луису, под именом Немачко царство.
Из Немачке је на овим олимпијским играма учествовало укупно 20 такмичара, у 9 спортова. Сви такмичари су били мушкарци. Немци су били друга најуспешнија нација са 13 освојених медаља 4 златне 4 сребрне и 5 бронзаних медаља.

## Спортисти Немачке по спортовима
| Спорт               | Мушкарци | Жене | Укупно |
| ------------------- | -------- | ---- | ------ |
| Атлетика            | 9        | 0    | 9      |
| Гимнастика          | 7        | 0    | 7      |
| Дизање тегова•      | 1        | 0    | 1      |
| Мачевање            | 1        | 0    | 1      |
| Надвлачење конопца• | 1        | 0    | 1      |
| Пливање             | 4        | 0    | 4      |
| Рвање•              | 3        | 0    | 3      |
| Скокови у воду      | 3        | 0    | 3      |
| Тенис               | 1        | 0    | 1      |
| Укупно (9)          | 30 ••    | 0    | 30     |

• Немац Франк Куглер освајач 4 медаље такмичио се у 3 спорта. Живео је у САД, чије је држављанство добио тек 1913, па га једни извори воде као немачког, а други америчког спортисту, па се и његове медаља према тим изворима воде код Немачке или САД 

•• Пошто су поједини такмичари наступили у више спортова прави број учесника је 21.

## Освајачи медаља

### Злато
- Емил Рауш – пливање, 880 јарди слободно
- Емил Рауш – пливање, 1 миља слободно
- Валтер Брак – пливање, 100 јарди леђно
- Георг Цахаријас – пливање, 440 јарди прсно

### Сребро
- Валтер Брак – пливање, 440 јарди прсно
- Георг Хофман – пливање, 100 јарди леђно
- Георг Хофман – скокови у воду,
- Вилхелм Вебер – гимнастика, вишевој

### Бронза
- Емил Рауш – пливање, 220 јарди слободно
- Георг Цахаријас – пливање, 100 јарди леђно
- Вилхелм Вебер – атлетика, триатлон
- Паул Вајнштајн – атлетика, скок увис

- Код броја освојених медаља постоји више верзија. Све википедије као пету бронзану медаљу Немачкој рачунају медаљу скакача у воду Алфреда Брауншвајгера и као извор наводе пољски сајт  Архивирано на веб-сајту  (17. јул 2014) са резултатима Игара у којем пише да су после завршеног такмичења Брауншвајгер и Американац  имала исти резултат. После приговора Немачке да њихов скакач био бољи одлучено је да њих двојица изведу по још један скок. Незадовољан оваквом одлуком Брауншвајгер је одустао од такмичења, па је медаља припала Американцу. Иста верзија постоји и на сајту sports-reference.com

## Резултати по дисциплинама

### Атлетика
| Такмичар       | Дисциплина      | Предтакмичење | Предтакмичење | Полуфинале | Полуфинале | Финале   | Финале |
| Такмичар       | Дисциплина      | Резултат      | Место         | Резултат   | Место      | Резултат | Место  |
| -------------- | --------------- | ------------- | ------------- | ---------- | ---------- | -------- | ------ |
| Јоханес Рунге  | 400 метара      |               |               |            |            | непознат | 7-12   |
| Јоханес Рунге  | 800 метара      |               |               |            |            | 1:57,1   | 5      |
| Јоханес Рунге  | 1.500 м препоне |               |               |            |            | непознат | 5      |
| Паул Вајнштајн | скок увис       |               |               |            |            | 1,77     | 3      |
| Паул Вајнштајн | ском мотком     |               |               |            |            | непознат | 7      |
| Кристијан Буш  | триатлон        |               |               |            |            | 30,0     | 7      |
| Ернст Мор      | триатлон        |               |               |            |            | 29,7     | 9      |
| Вилхелм Вебер  | триатлон        |               |               |            |            | 27,6     | 21     |
| Ото Вајганд    | триатлон        |               |               |            |            | 27,2     | 28     |
| Вилхелм Лемке  | триатлон        |               |               |            |            | 26,6     | 34     |
| Адолф Вебер    | триатлон        |               |               |            |            | 25,9     | 44     |
| Hugo Peitsch   | триатлон        |               |               |            |            | 25,1     | 55     |

### Гимнастика
| Дисципина                                                | Гимнастичар   | Резултат | Пласман |
| -------------------------------------------------------- | ------------- | -------- | ------- |
| Вишебој појединачно атлетски тробој + гимнастички тробој |               |          |         |
| Вилхелм Вебер                                            | 69,10         | 2        |         |
| Ернст Мор                                                | 67,90         | 4        |         |
| Ото Вајганд                                              | 67,82         | 5        |         |
| Hugo Peitsch                                             | 66,66         | 7        |         |
| Кристијан Буш                                            | 66,12         | 9        |         |
| Вилхелм Лемке                                            | 64,15         | 12       |         |
| Адолф Вебер                                              | 62,62         | 19       |         |
| Гимнастички триатлон                                     | Вилхелм Вебер | 41,60    | 3       |
| Гимнастички триатлон                                     | Hugo Peitsch  | 41,56    | 4       |
| Гимнастички триатлон                                     | Ото Вајганд   | 40,82    | 5       |
| Гимнастички триатлон                                     | Ернст Мор     | 38,92    | 9       |
| Гимнастички триатлон                                     | Вилхелм Лемке | 37,75    | 11      |
| Гимнастички триатлон                                     | Кристијан Буш | 37,62    | 13      |
| Гимнастички триатлон                                     | Адолф Вебер   | 36,72    | 17      |

### Мачевање
| Такмичар       | Дисциплина | ПФ           | Финале            | Пласман |
| -------------- | ---------- | ------------ | ----------------- | ------- |
| Густав Казимир | Мач        | 3:0, 1. ПФ Б | 0:3               | 4       |
| Густав Казимир | Флорет     |              | резултат непознат | 4       |

### Пливање
| Такмичар        | Дисциплина         | Финале   | Финале |
| Такмичар        | Дисциплина         | Резултат | Место  |
| --------------- | ------------------ | -------- | ------ |
| Емил Рауш       | 220 јарди слободно | 2:56,0   | 3      |
| Емил Рауш       | 880 јарди слободно | 13:11,4  | 1      |
| Емил Рауш       | 1. миља слободно   | 27:18,2  | 1      |
| Валтер Брак     | 100 јарди леђно    | 1:16,8   | 1      |
| Георг Хофман    | 100 јарди леђно    | Непознат | 2      |
| Георг Цахаријас | 100 јарди леђно    | Непознат | 3      |
| Георг Цахаријас | 440y прсно         | 7:23,6   | 1      |
| Валтер Брак     | 440y прсно         | Непознат | 2      |
| Георг Хофман    | 440y прсно         | Непознат | 4      |

### Скокови у воду
| Такмичар                | Дисциплина | Финале       | Финале |
| Такмичар                | Дисциплина | Резултат     | Место  |
| ----------------------- | ---------- | ------------ | ------ |
| Георг Хофман            | Платформа  | 11,66 бодова | 2nd    |
| Алфред Брауншвајгер (*) | Платформа  | 11,33 бода   | 4      |
| Ото Хоф                 | Платформа  | Непознато    | 5      |

(*) Све википедије као пету бронзану медаљу Немачкој рачунају медаљу скакача у воду Алфреда Брауншвајгера и као извор наводе пољски сајт  Архивирано на веб-сајту  (17. јул 2014) са резултатима Игара у којем пише да су после завршеног такмичења Брауншвајгер и Американац  имала исти резултат. После приговора Немачке да њихов скакач био бољи одлучено њих двојица изведу по још један скок. Незадовољан оваквом одлуком Брауншвајгер је одустао од такмичења, па је медаља припала Американцу. Иста верзија постоји и на сајту sports-reference.com

### Тенис
Немачка је била једина земља, која је осим домаћина имала представника у тениским такмичењима.

#### Мушкарци
| Тенисер                 | Дисциплина  | Коло 32            | Коло 16                                    | Четвртфинале          | Полуфинале            | Финале                | Пласман |
| Тенисер                 | Дисциплина  | Противник Резултат | Противник Резултат                         | Противник Резултат    | Противник Резултат    | Противник Резултат    | Пласман |
| ----------------------- | ----------- | ------------------ | ------------------------------------------ | --------------------- | --------------------- | --------------------- | ------- |
| Hugo Hardy              | појединачно | слободан           | B. Wright САД · Пор 0:2 (2:6, 1-6)         | Није се квалификовао  | Није се квалификовао  | Није се квалификовао  | 9—16    |
| Hugo Hardy Paul Gleason | парови      |                    | Р. Лерој · А. Бел САД · Пор 0:2 (3:6, 1:6) | Нису се квалификовали | Нису се квалификовали | Нису се квалификовали | 9—16    |

### Рвање (слободни стил)
За учешће немачких рвача на Играма постоје три извора:
- Учествовала су три немачка рвача:Дитрих Вортман (до 61 кг полуфинале), Рудолф Волкен (до 65 кг четвртфинале) и Frank Kugler (+ 71 кг финале 2. место)[3][4]

- Учествовала само два немачка рвача Дитрих Вортман (до 61 кг полуфинале), Рудолф Волкен (до 65 четвртфинале) у тексту на википедији на немачком језику[5]

- Учествовала су сва тројица наведених рвача, али као амерички спортисти.

Евидентно је да су сва тројица после игара добила америчко држављанство касније и да су у време игра били држављани Немачке и то:
- Франк Куглер освајач 4 медаље (које неки изворип риписују Немачкој, а неки САД) је примио америчко држављананство тек 1913.[6]
- Дитрих Вортман је после игара остао у САД и добио држављанство.
- Рудолф Волкен је постао амерички држављанин 1906.[7]